# Tren Binacional Posadas-Encarnación
El Tren Binacional Posadas-Encarnación circula por el Puente Internacional San Roque González de Santa Cruz entre las ciudades de Posadas en Argentina y Encarnación en Paraguay.
Actualmente es el único servicio ferroviario internacional que parte de Argentina, como así también el único tren de pasajeros que corre en territorio paraguayo.

## Flota
La unidad utilizada es de origen holandés, modelo 82, acondicionado a nuevo para prestar el servicio. Son duplas para 250 pasajeros, las mismas utilizadas para el fallido Tren de los Pueblos Libres entre Argentina y Uruguay.

## Control aduanero
Los trámites migratorios y controles aduaneros se hacen solo en Posadas; del lado de Encarnación hay solo un apeadero. La entrada a Paraguay se hace en Argentina directamente.

## Estaciones
- Apeadero Posadas (Provincia de Misiones)
- Apeadero Encarnación (Departamento de Itapúa)

## Atrasos en la inauguración
Antes de iniciarse el enlace se produjeron muchas trabas, por lo que el servicio tardó en inaugurarse:
- El primer viaje tendría que haberse concretado el lunes 8 de diciembre de 2014, pero como el mandatario del país paraguayo no pudo estar en Encarnación la ceremonia fue postergada.
- El lunes 22 se desató una disputa judicial entre la empresa estatal Ferrocarriles del Paraguay SA (Fepasa) y la empresa Custodia.
- Un fuerte temporal con vientos de hasta 80 kilómetros por hora que azotó el sábado 27 de diciembre a la provincia de Misiones derribó los galpones ferroviarios donde se encontraba resguardado el tren que uniría a Posadas con la ciudad paraguaya de Encarnación y dañó la formación.

## Enlaces externos

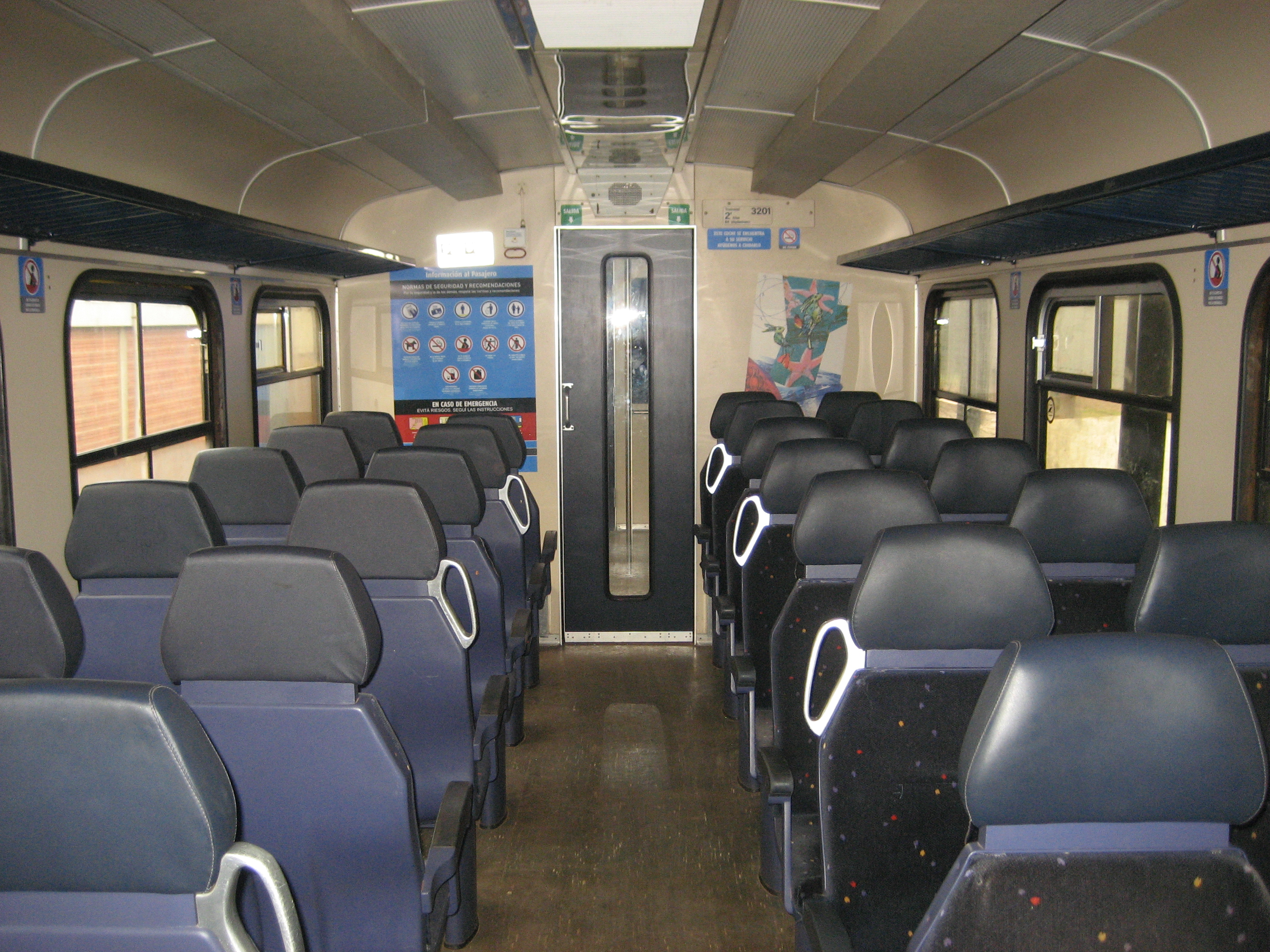
interior del coche